# Prva savezna liga Jugoslavije u nogometu 1950.
Prvenstvo Jugoslavije u nogometu za sezonu 1950. bilo je dvadeset i drugo po redu najviše nogometno natjecanje u Jugoslaviji, peto poslijeratno. Novi prvak je postao hrvatski klub, po treći put splitski Hajduk. Najviše pogodaka je postigao Marko Valok iz beogradskog Partizana. Doprvak je bila beogradska Crvena zvezda.
Ukupan broj gledatelja bio je 1.259.500.

## Sustav natjecanja
Momčadi su međusobno igrale dvokružni ligaški sustav. Prvakom je postala momčad koja je sakupila najviše bodova (pobjeda = 2 boda, neodlučeni ishod = 1 bod, poraz = bez bodova).
Pravila koje su određivala poredak na ljestvici su bila: 1) broj osvojenih bodova 2) količnik postignutih i primljenih pogodaka.

## Sudionici
Igralo se tijekom 1950. godine. Iz 2. jugoslavenske lige su se plasirali Sarajevo i Spartak iz Subotice. Iz 1. lige su lani ispali devetoplasirana Sloga iz Novog Sada (današnja Vojvodina) i desetoplasirana Ponziana. U prvenstvu je ukupno sudjelovalo 10 sastava, osam najbolje plasiranih iz lanjskog prvenstva uz dva lanjska najbolja drugoligaša. Tijekom natjecanja 1950. raspušten je klub Naša krila iz Zemuna.
Srbija je dala pet predstavnika, Hrvatska tri, Crna Gora jednog i tršćanska zona dala je po posljednji put jednog predstavnika, Ponzianu, koja nakon tri sezone više nije igrala u jugoslavenskoj, nego u talijanskoj ligi.

Hajduk iz Splita je cijelu prvu polovicu sezone igrao na tuđem igralištu, zbog preuređivanja igrališta kod stare plinare. Na polovici sezone, tijekom ljetne stanke, Metalac iz Beograda promijenio je ime u BSK. 
Po završetku prvenstva Mornar iz Splita je kao vojni klub političkom odlukom rasformiran, pa je krajem ove sezone u prvu ligu otišlo Sarajevo i trećeplasirani Spartak. Također je političkom odlukom rasformiran vojni klub Naša krila iz Zemuna.
| Slovenija | Hrvatska                                   | Bosna i Hercegovina | Srbija        | Srbija                                                            | Srbija  | Crna Gora       | Makedonija |
| Slovenija | Hrvatska                                   | Bosna i Hercegovina | Vojvodina     | Središnja Srbija                                                  | Kosovo  | Crna Gora       | Makedonija |
| --------- | ------------------------------------------ | ------------------- | ------------- | ----------------------------------------------------------------- | ------- | --------------- | ---------- |
| - nitko   | - Dinamo (Z) - Hajduk (S) - Lokomotiva (Z) | - Sarajevo          | - Spartak (S) | - Crvena zvezda (B) - Metalac (B) - Naša krila (Z) - Partizan (B) | - nitko | - Budućnost (T) | - nitko    |

Liga je kao i prethodne godine brojala deset sudionika, ali je po prvi put od Drugog svjetskog rata čitavo natjecanje počelo i završilo u istoj kalendarskoj godini. Sezona je igrana u formatu proljeće – jesen, a ne kao prethodnih sezona, jesen – proljeće.
Naime Izvršni odbor Fudbalskog saveza Jugoslavije je na sjednici održanoj 24. svibnja 1949. godine donio odluku da se na teritoriju čitave Jugoslavije u svim ligama od najniže do Prve savezne, ligaška natjecanja održe u istoj kalendarskoj godini počevši od ožujka.
Sudionici su bili prvih osam plasiranih ekipa iz prethodne sezone:
1. Partizan (Beograd)
2. Crvena zvezda (Beograd)
3. Hajduk (Split)
4. Dinamo (Zagreb)
5. Naša krila (Zemun)
6. Budućnost (Titograd)
7. Metalac (Beograd)
8. Lokomotiva (Zagreb)

Zatim dve prvoplasirane ekipe iz Druge savezne lige:
1. SMD Sarajevo (Sarajevo)
2. Spartak (Subotica)

Napomene:
Nogometni klub Mornar Split je osvojio drugo mjesto u Drugoj saveznoj ligi 1948./49. i na taj način izborio pravo sudjelovanja u Prvoj saveznoj ligi, ali je političkom odlukom ovaj klub rasformiran te je na njegovo mjesto u Prvu saveznu ligu ušao trećeplasirani tim iz Druge savezne lige Spartak iz Subotice.
Fudbalski klub Metalac iz Beograda je na sjednici održanoj 22. srpnja 1950. godine donio odluku da promijeni naziv u Beogradski sportski klub – BSK. Tako da je prvi dio sezone igrao pod starim nazivom Metalac, a drugi dio sezone pod novim imenom BSK.

## Sastavi momčadi
- Dinamo: Stinčić, Arneri, Golac, Pukšec, I. Horvat, S. Delić, Cizarić, D. Horvat, Režek, Crnković, Jurić, Ž. Čajkovski, Strnad, Wölfl, Benko, D. Dvornić, Gruškovnjak, Kašner. Tr. B. Higl
- Lokomotiva: Žmara, Andročec, Ožegović, Žerjav, Reiss, Etlinger, Kolaković, Firm, O. Bobek, D. Kapetanović, Cimermančić, Koželj, Lokošek, Strugar, Vujić, Jelačić, Blažetić. Tr. B. Cuvaj
- Budućnost: S. Krivokuća, M. Koprivica, V. Ivanović, M. Mugoša, Zeković, Methadžević, Zečević, Dervišević, Savović, Darmanović, Čelebić, Habić, Š. Popović, Paćuka, T. Radonjić, M. Živković, M. Lazović. Tr. G. Mitrović
- Sarajevo: Pejak, Đ. Lovrić, S. Alajbegović, Mantula, Brozović, Švraka, Glavočević, Švaljek, Kozak, Ninković, Arih, Žigman, F. Lovrić, Žigante, Konjevod, Pecelj. Tr. M. Brozović
- BSK: D. Cvetković, Nikolić, Ž. Popadić, Lj. Filipović, Spajić, S. Stanković, Veljković, Tasić, Mutavdžić, P. Đorđević, Begovac, Leškov, Cokić, Živanović, Čabrić, A. Panić, Jakuš, A. Stanković, Konstantinović, Spasojević, Despotović. Tr. Lj. Broćić
- Crvena zvezda: Mrkušić, Lj. Lovrić, B. Stanković, Đurđević, Palfi, Džajić, Kašanin, Tadić, Kujundžić, R. Mitić, K. Tomašević, J. Takač, Vukosavljević, Ognjanov, S. Antić, Jezerkić. Tr. A. Tomašević
- Naša krila: Ančić, Popadić, Zvekanović, L. Grčić, Tapiška, Branisavljević, M. Jovanović, Krstić, Bistrički, Car, Zlatković, Borovic, Čonč, Pečenčić, B. Kovačević, Damjanović, A. Petrović, Stokić, Stefanović. Tr. N. Radosavljević
- Partizan: Šoštarić, Grčević, M. Jovanović, Z. Čajkovski, R. Čolić, Jakovetić, B. Kolaković, M. Petrović, Drenovac, Č. Lazarević, N. Racić, P. Mihajlović, S. Bobek, Valok, M. Pajević, A. Atanacković, Senčar, Hočevar. Tr. Iles Spitz
- Spartak: Glončak, Kopilović, B. Čikoš, Š. Čikoš, G. Janjić, Latki, Marks, Neorčić, vojnić, Dugonjevac, Bogečić, Đajinić, Prćić, Gemeri, Gemeši, Vorgučin, Azucki, Velušević, Matković. Tr. A. Zvekan

### Sudci
- A. Mlinarić (Zagreb)
- M. Podupski (Zagreb)
- L. Lemešić (Split)
- Lj. Baučić (Split)
- I. Božina (Slavonski Brod)
- B. Višnjić (Zagreb)
- E. Damjani (Zagreb)
- A. Marek (Zagreb)
- H. Kranjc (Zagreb)
- V. Šter (Osijek)
- J. Epert (Zagreb)
- F. Petrić (Rijeka)
- E. Erlih (Ljubljana)
- A. Gvardijančić (Ljubljana)
- M. Beleslin (Subotica)
- R. Rakić (Sarajevo)
- V. Jovanović (Sarajevo)
- M. Milnović (Novi Sad)
- V. Stefanović (Beograd)
- T. Marković (Beograd)
- M. Matančić (Beograd)
- P. Mrkobrad (Beograd)
- M. Popović (Beograd)
- M. Nikolić (Beograd)
- Lj. Barjaktarević (Beograd)
- R. Čolić (Beograd)
- Ž. Vlajić (Beograd)
- K. Ninković (Beograd)
- P. Nenadović (Beograd)
- M. Popović (Beograd)
- S. Stefanović (Kruševac)
- N. Milošević (Niš)
- B. Nedelkovski (Skoplje)
- T. Ivanovski (Skoplje)

## Ljestvica
| mj.     | klub              | ut. | pob. | ner. | por. | gol+ | gol- | kvoc  | bod |
| ------- | ----------------- | --- | ---- | ---- | ---- | ---- | ---- | ----- | --- |
| 1.      | Hajduk Split      | 18  | 10   | 8    | 0    | 28   | 13   | 2,154 | 28  |
| 2.      | Crvena zvezda     | 18  | 12   | 2    | 4    | 44   | 18   | 2,444 | 26  |
| 3.      | Partizan          | 18  | 12   | 2    | 4    | 46   | 19   | 2,421 | 26  |
| 4.      | Dinamo Zagreb     | 18  | 9    | 4    | 5    | 23   | 17   | 1,353 | 22  |
| 5.      | Sarajevo          | 18  | 7    | 3    | 8    | 30   | 27   | 1,111 | 17  |
| 6.      | Naša krila        | 18  | 5    | 4    | 9    | 18   | 29   | 0,621 | 14  |
| 7.      | BSK Beograd       | 18  | 4    | 6    | 8    | 19   | 32   | 0,594 | 14  |
| 8.      | Lokomotiva Zagreb | 18  | 4    | 5    | 9    | 18   | 28   | 0,643 | 13  |
| 9.      | Spartak Subotica  | 18  | 3    | 4    | 11   | 15   | 29   | 0,517 | 10  |
| 10.     | Budućnost         | 18  | 3    | 4    | 11   | 15   | 44   | 0,341 | 10  |
|         |                   |     |      |      |      |      |      |       |     |
| Izvori: |                   |     |      |      |      |      |      |       |     |

|  | Hajduk Split je prvak Jugoslavije                          |
|  | Spartak Subotica u baražu                                  |
|  | Budućnost je ispala u Drugu saveznu ligu Jugoslavije 1951. |
|  | Naša krila su raspuštena nakon prvenstva                   |

Novi članovi: Zbog proširenja lige na 12 klubova novi prvoligaši postali su: Borac (Zagreb), Sloga (Novi Sad), Napredak (Kruševac) i Mačva (ranije Podrinje, Šabac) – četiri prvoplasirana tima Druge savezne lige
Napomene:
- Po završetku sezone rasforamirana je ekipa Naša krila pa je status prvoligaša zadržao i Spartak (Subotica) – poslije kvalifikacija. Spartak je igrao kvalifikacije za opstanak u ligi s petim članom Druge lige – Odredom. Prva utakmica u Subotici završena je neriješeno 3:3. Kako je i druga utakmica u Ljubljani završena bez odluke – 0:0, igrana je i treća u Zagrebu, ponovo neriješeno 2:2. Ždrijebom je odlučeno da Spartak bude dvanaesti član Prve lige.
- Metalac je u pauzi između proljetnog i jesenskog dijela prvenstva promijenio ime u BSK Beograd

### Baraž
| Spartak Subotica | – | Odred Ljubljana | 3:3 | 0:0 | 2:2 |

## Rezultati

### Semafor
| 1950. | 1950.             | HAJ | C.Z | PAR | DIN | SAR | N.K | BSK | LOK | SPA | BUD  |
| 01.   | Hajduk Split      |     | 2:1 | 0:0 | 1:0 | 2:2 | 0:0 | 5:2 | 1:1 | 2:0 | 2:0  |
| 02.   | Crvena zvezda     | 2:2 |     | 3:1 | 3:0 | 4:2 | 6:0 | 3:0 | 1:0 | 2:0 | 4:0  |
| 03.   | Partizan          | 0:0 | 2:1 |     | 2:0 | 3:1 | 2:1 | 0:1 | 4:1 | 3:0 | 10:0 |
| 04.   | Dinamo Zagreb     | 1:3 | 1:0 | 2:1 |     | 2:0 | 1:1 | 1:1 | 1:1 | 2:1 | 2:0  |
| 05.   | Sarajevo          | 1:1 | 0:2 | 2:5 | 1:0 |     | 3:0 | 0:1 | 4:0 | 4:0 | 6:1  |
| 06.   | Naša krila        | 0:1 | 0:1 | 1:3 | 0:2 | 3:0 |     | 2:3 | 2:1 | 2:1 | 0:0  |
| 07.   | BSK Beograd       | 2:2 | 2:5 | 1:4 | 0:2 | 0:0 | 0:1 |     | 1:1 | 1:1 | 4:1  |
| 08.   | Lokomotiva Zagreb | 0:1 | 2:2 | 3:1 | 0:3 | 1:2 | 0:2 | 2:0 |     | 1:1 | 2:0  |
| 09.   | Spartak Subotica  | 0:1 | 1:2 | 0:1 | 2:2 | 0:1 | 3:1 | 2:0 | 2:1 |     | 1:1  |
| 10.   | Budućnost         | 1:2 | 3:2 | 2:4 | 0:1 | 2:1 | 2:2 | 0:0 | 0:1 | 2:0 |      |

### Rezultati po kolima
| Kolo 1. dijela | Rezultati | Poredak | Kolo 2. dijela | Rezultati | Poredak |
| --- | --- | --- | --- | --- | --- |
| 1. kolo 5. ožu 1950. | Spartak – Hajduk 0:1 (0:0) C. zvezda – Lokomotiva 1:0 (1:0) Dinamo – Partizan 2:1 (0:1) Naša krila – Sarajevo 3:0 (0:0) Metalac – Budućnost 4:1 (2:1) | 01. Naša krila 3:0 2 ∞ 02. C. zvezda 1:0 2 ∞ 03. Hajduk 1:0 2 ∞ 04. Metalac 4:1 2 4,00 05. Dinamo 2:1 2 2,00 06. Partizan 1:2 0 0,50 07. Budućnost 1:4 0 0,25 08. Spartak 0:1 0 0,00 09. Lokomotiva 0:1 0 0,00 10. Sarajevo 0:3 0 0,00 | 10. kolo 20. kol 1950. | Hajduk – Spartak 2:0 (1:0) Lokomotiva – C. zvezda 2:2 (0:0) Partizan – Dinamo 2:0 (0:0) Sarajevo – Naša krila 3:0 (0:0) Budućnost – BSK 0:0 (0:0) | 01. C. zvezda 25: 8 18 02. Hajduk 15: 7 16 03. Partizan 20:12 13 04. Sarajevo 14:14 10 1,00 05. BSK 13:15 10 0,86 06. Dinamo 11:14 9 06. Naša krila 11:12 8 08. Lokomotiva 9:15 6 0,60 09. Budućnost 8:18 6 0,44 10. Spartak 7:18 4 |
| 2. kolo 12. ožu 1950. | Partizan – Naša krila 2:1 (2:1) Budućnost – Spartak 2:0 (2:0) Lokomotiva – Hajduk 0:1 (0:0) Metalac – Dinamo 0:2 (0:1) Sarajevo – C. zvezda 0:2 (0:0) | 01. C. zvezda 3:0 4 ∞ 02. Hajduk 2:0 4 ∞ 03. Dinamo 4:1 4 4,00 04. Naša krila 4:2 2 2,00 05. Metalac 4:3 2 1,33 06. Partizan 3:3 2 1,00 07. Budućnost 3:4 2 0,75 08. Lokomotiva 0:2 0 0,00 09. Spartak 0:3 0 0,00 10. Sarajevo 0:5 0 0,00 | 11. kolo 27. kol 1950. | Naša krila – Partizan 1:3 (0:0) Spartak – Budućnost 1:1 (0:0) Hajduk – Lokomotiva 1:1 (0:0) Dinamo – BSK 1:1 (0:0) C. zvezda – Sarajevo 4:2 (0:0) | 01. C. zvezda 29:10 20 02. Hajduk 16: 8 17 03. Partizan 23:13 15 04. BSK 14:16 11 05. Sarajevo 16:18 10 0,88 06. Dinamo 12:15 10 0,80 07. Naša krila 12:15 8 08. Lokomotiva 10:16 7 0,62 09. Budućnost 9:19 7 0,47 10. Spartak 8:19 5 |
| 3. kolo 19. ožu 1950. | Dinamo – Budućnost 2:0 (0:0) C. zvezda – Partizan 3:1 (0:0) Naša krila – Metalac 2:3 (0:0) Spartak – Lokomotiva 2:1 (0:0) Sarajevo – Hajduk 1:1 (0:1) | 01. C. zvezda 6:1 6 6,00 02. Dinamo 6:1 6 6,00 03. Hajduk 3:1 5 04. Metalac 7:5 4 05. Naša krila 6:5 2 1,20 06. Partizan 4:6 2 0,66 07. Spartak 2:4 2 0,50 08. Budućnost 3:6 2 0,50 09. Sarajevo 1:6 1 10. Lokomotiva 1:4 0 0,00 | 12. kolo 17. ruj 1950. | Budućnost – Dinamo 0:1 (0:0) Partizan – C. zvezda 2:1 (1:1) BSK – Naša krila 0:1 (0:0) Lokomotiva – Spartak 1:1 (1:1) Hajduk – Sarajevo 2:2 (1:0) | 01. C. zvezda 30:12 20 02. Hajduk 18:10 18 03. Partizan 25:14 17 04. Dinamo 13:15 12 05. Sarajevo 18:20 11 0,90 06. BSK 14:17 11 0,82 07. Naša krila 13:15 10 08. Lokomotiva 11:17 8 09. Budućnost 9:20 7 10. Spartak 9:20 6 |
| 4. kolo 29. ožu 1950. | 28. ožujka Metalac – C. zvezda 2:5 (1:2) 29. ožujka Partizan – Hajduk 0:0 (0:0) Dinamo – Naša krila 1:1 (0:0) Sarajevo – Spartak 4:0 (1:0) Budućnost – Lokomotiva 0:1 (0:1) | 01. C. zvezda 11: 3 8 02. Dinamo 7: 2 7 03. Hajduk 3: 1 6 04. Metalac 9:10 4 05. Naša krila 7: 6 3 1,16 06. Sarajevo 5: 6 3 0,83 07. Partizan 4: 6 3 0,66 08. Lokomotiva 2: 4 2 0,50 09. Budućnost 3: 7 2 0,42 10. Spartak 2: 8 2 0,25 | 13. kolo 24. ruj 1950. | Hajduk – Partizan 0:0 (0:0) C. zvezda – BSK 3:0 (3:0) Naša krila – Dinamo 0:2 (0:1) Spartak – Sarajevo 0:1 (0:0) Lokomotiva – Budućnost 2:0 (1:0) | 01. C. zvezda 33:12 22 02. Hajduk 18:10 19 03. Partizan 25:14 18 04. Dinamo 15:15 14 05. Sarajevo 19:20 13 06. BSK 14:20 11 07. Naša krila 13:17 10 0,76 08. Lokomotiva 13:17 10 0,76 09. Budućnost 9:22 7 10. Spartak 9:21 6 |
| 5. kolo 2. tra 1950. | 2. travnja Lokomotiva – Sarajevo 1:2 (0:1) 9. travnja Metalac – Spartak 1:1 (1:0) Dinamo – Hajduk 1:3 (0:1) | Svi po četiri utakmice. + uz ime znači pet odigranih utakmica. 01. C. zvezda 11: 3 8 3,66 02. Hajduk + 6: 2 8 3,00 03. Dinamo + 8: 5 7 04. Sarajevo + 7: 7 5 1,00 05. Metalac + 10:11 5 0,90 06. Naša krila 7: 6 3 1,16 07. Partizan 4: 6 3 0,66 08. Spartak + 3: 9 3 0,33 09. Lokomotiva +3: 6 2 0,50 10. Budućnost 3: 7 2 0,42                         | 14. kolo 1. lis 1950. | Hajduk – BSK 5:2 (2:1) Sarajevo – Lokomotiva 4:0 (2:0) Partizan – Spartak 3:0 (1:0) Dinamo – C. zvezda 1:0 (0:0) Budućnost – Naša krila 2:2 (1:2) | 01. C. zvezda 33:13 22 02. Hajduk 23:12 21 03. Partizan 28:14 20 04. Dinamo 16:15 16 05. Sarajevo 23:20 15 06. Naša krila 15:19 11 0,78 07. BSK 16:25 11 0,64 08. Lokomotiva 13:21 10 09. Budućnost 11:24 8 10. Spartak 9:24 6 |
| 6. kolo 16. tra 1950. | Naša krila – Hajduk 0:1 (0:0) C. zvezda – Budućnost 4:0 (3:0) Lokomotiva – Metalac 2:0 (0:0) Spartak – Dinamo 2:2 (0:1) Sarajevo – Partizan 2:5 (2:1) | Svi po pet utakmica. + uz ime znači šest odigranih utakmica. 01. C. zvezda 15: 3 10 5,00 02. Hajduk + 7: 2 10 3,50 03. Dinamo + 10: 7 8 04. Partizan 9: 8 5 1,11 05. Metalac + 10:13 5 0,76 06. Sarajevo + 9:12 5 0,75 07. Lokomotiva +5: 6 4 0,83 08. Spartak + 5:11 4 0,45 09. Naša krila 7: 7 3 10. Budućnost 3:11 2                                  | 15. kolo 15. lis 1950. | Hajduk – Dinamo 1:0 (0:0) Naša krila – C. zvezda 0:6 (0:2) BSK – Partizan 1:4 (1:3) Sarajevo – Budućnost 6:1 (2:1) nisu igrali Lokomotiva Spartak | Svi po 15 utakmica. - uz ime znači 14 odigranih utakmica. 01. C. zvezda 39:13 24 02. Hajduk 24:12 23 03. Partizan 32:15 22 04. Sarajevo 29:21 17 05. Dinamo 16:16 16 06. Naša krila 15:25 11 0,60 07. BSK 17:29 11 0,58 08. Lokomotiva-13:21 10 09. Budućnost 12:30 8 10. Spartak – 9:24 6 |
| 7. kolo 20. tra 1950. | 20. travnja C. zvezda – Dinamo 3:0 (2:0) 21. travnja Metalac – Hajduk 2:2 (1:1) Naša krila – Budućnost 0:0 (0:0) Spartak – Partizan 0:1 (0:1) | Svi po šest utakmica. + uz ime znači sedam odigranih utakmica. 01. C. zvezda 18: 3 12 02. Hajduk + 9: 4 11 03. Dinamo + 10:10 8 04. Partizan 10: 8 7 05. Metalac + 12:15 6 06. Sarajevo 9:12 5 07. Naša krila 7: 7 4 1,00 08. Lokomotiva 5: 6 4 0,83 09. Spartak + 5:12 4 0,41 10. Budućnost 3:11 3                                                      | 16. kolo 22. lis 1950. | 19. lis Lokomotiva – Partizan 3:1 (2:1) 22. lis Hajduk – Naša krila 0:0 (0:0) Budućnost – C. zvezda 3:2 (2:1) Partizan – Sarajevo 3:1 (2:0) BSK – Lokomotiva 1:1 (1:1) Dinamo – Spartak 2:1 (0:0) | Svi po 16 utakmica. + uz ime znači 17 odigranih utakmica. - uz ime znači 15 odigranih utakmica. 01. C. zvezda 41:16 24 02. Hajduk 24:12 24 03. Partizan + 36:19 24 04. Dinamo 18:17 18 05. Sarajevo 30:24 17 06. Lokomotiva 17:23 13 07. Naša krila 15:25 12 0,60 08. BSK 18:30 12 0,60 09. Budućnost 15:32 10 10. Spartak – 10:26 6                                                                                     |
| 8. kolo 23. tra 1950. | C. zvezda – Hajduk 2:2 (2:1) Naša krila – Spartak 2:1 (0:1) Metalac – Sarajevo 0:0 (0:0) Dinamo – Lokomotiva 1:1 (1:1) Budućnost – Partizan 2:4 (1:2) | Svi po sedam utakmica. + uz ime znači osam odigranih utakmica. 01. C. zvezda 20: 5 13 02. Hajduk + 11: 6 12 04. Partizan 14:10 9 1,40 03. Dinamo + 11:11 9 1,00 05. Metalac + 12:15 7 07. Naša krila 9: 8 6 1,00 06. Sarajevo 9:12 6 0,75 08. Lokomotiva 6: 7 5 09. Spartak + 6:14 4 10. Budućnost 5:15 3                                                | 17. kolo 29. lis 1950. | Partizan – Budućnost 10:0 (3:0) Sarajevo – BSK 0:1 (0:0) Spartak – Naša krila 3:1 (0:0) Hajduk – C. zvezda 2:1 (0:1) 1. studenoga Lokomotiva – Dinamo 0:3 (0:2) | Svi po 17 utakmica. + uz ime znači 18 odigranih utakmica. - uz ime znači 16 odigranih utakmica. 01. Partizan + 46:19 26 02. Hajduk 26:13 26 2,00 03. C. zvezda 42:18 24 04. Dinamo 21:17 20 05. Sarajevo 30:25 17 06. BSK 19:30 14 07. Lokomotiva 17:26 13 08. Naša krila 16:28 12 09. Budućnost 15:42 10 10. Spartak – 13:27 8                                                                                          |
| 9. kolo 30. tra 1950. | zaostale ut. 27. travnja Partizan – Lokomotiva 4:1 (0:0) 28. travnja C. zvezda – Naša krila 1:0 (0:0) Budućnost – Sarajevo 2:1 (2:1) Reg. kolo. 30. travnja Budućnost – Hajduk 1:2 (1:1) Sarajevo – Dinamo 1:0 (0:0) Lokomotiva – Naša krila 0:2 (0:0) Reg. kolo. 8. svibnja Spartak – C. zvezda 1:2 (1:0) Partizan – Metalac 0:1 (0:1)                  | 01. C. zvezda 23: 6 17 02. Hajduk 13: 7 14 03. Partizan 18:12 11 04. Dinamo 11:12 9 0,91 05. Metalac 13:15 9 0,86 06. Naša krila 11: 9 8 1,22 07. Sarajevo 11:14 8 0,78 08. Lokomotiva 7:13 5 0,53 09. Budućnost 8:18 5 0,44 10. Spartak 7:16 4 | 18. kolo 14. stu 1950. | ?. stu Spartak – BSK 2:0 (0:0) Hajduk – Budućnost 2:0 (2:0) C. zvezda – Spartak 2:0 (1:0) Naša krila – Lokomotiva 2:1 (0:1) Dinamo – Sarajevo 2:0 (2:0) | 01. Hajduk 28:13 28 02. C. zvezda 44:18 26 2,44 03. Partizan 46:19 26 2,42 04. Dinamo 23:17 22 05. Sarajevo 30:27 17 06. Naša krila 18:29 14 0,62 07. BSK 19:32 14 0,59 08. Lokomotiva 18:28 13 09. Spartak 15:29 10 0,51 10. Budućnost 15:44 10 0,34 |
| Proljetnji dio prvenstva 01. C. zvezda 9 8 1 0 23: 6 17 02. Hajduk 9 5 4 0 13: 7 14 03. Partizan 9 5 1 3 18:12 11 04. Dinamo 9 3 3 3 11:12 9 0,91 05. Metalac 9 3 3 3 13:15 9 0,86 06. Naša krila 9 3 2 4 11: 9 8 1,22 07. Sarajevo 9 3 2 4 11:14 8 0,78 08. Lokomotiva 9 2 1 6 7:13 5 0,53 09. Budućnost 9 2 1 6 8:18 5 0,44 10. Spartak 9 1 2 6 7:16 4 | Proljetnji dio prvenstva 01. C. zvezda 9 8 1 0 23: 6 17 02. Hajduk 9 5 4 0 13: 7 14 03. Partizan 9 5 1 3 18:12 11 04. Dinamo 9 3 3 3 11:12 9 0,91 05. Metalac 9 3 3 3 13:15 9 0,86 06. Naša krila 9 3 2 4 11: 9 8 1,22 07. Sarajevo 9 3 2 4 11:14 8 0,78 08. Lokomotiva 9 2 1 6 7:13 5 0,53 09. Budućnost 9 2 1 6 8:18 5 0,44 10. Spartak 9 1 2 6 7:16 4 | Proljetnji dio prvenstva 01. C. zvezda 9 8 1 0 23: 6 17 02. Hajduk 9 5 4 0 13: 7 14 03. Partizan 9 5 1 3 18:12 11 04. Dinamo 9 3 3 3 11:12 9 0,91 05. Metalac 9 3 3 3 13:15 9 0,86 06. Naša krila 9 3 2 4 11: 9 8 1,22 07. Sarajevo 9 3 2 4 11:14 8 0,78 08. Lokomotiva 9 2 1 6 7:13 5 0,53 09. Budućnost 9 2 1 6 8:18 5 0,44 10. Spartak 9 1 2 6 7:16 4 | Završna ljestvica 01. Hajduk 18 10 8 0 28:13 28 0(8) 02. C. zvezda 18 12 2 4 44:18 26 (10) 2,44 03. Partizan 18 12 2 4 46:19 26 (10) 2,42 04. Dinamo 18 9 4 5 23:17 22 (14) 05. Sarajevo 18 7 3 8 30:27 17 (19) 06. Naša krila 18 5 4 9 18:29 14 (22) 0,62 07. BSK 18 4 6 8 19:32 14 (22) 0,59 08. Lokomotiva 18 4 5 9 18:28 13 (23) 09. Spartak 18 3 4 11 15:29 10 (26) 0,51 10. Budućnost 18 3 4 11 15:44 10 (26) 0,34 | Završna ljestvica 01. Hajduk 18 10 8 0 28:13 28 0(8) 02. C. zvezda 18 12 2 4 44:18 26 (10) 2,44 03. Partizan 18 12 2 4 46:19 26 (10) 2,42 04. Dinamo 18 9 4 5 23:17 22 (14) 05. Sarajevo 18 7 3 8 30:27 17 (19) 06. Naša krila 18 5 4 9 18:29 14 (22) 0,62 07. BSK 18 4 6 8 19:32 14 (22) 0,59 08. Lokomotiva 18 4 5 9 18:28 13 (23) 09. Spartak 18 3 4 11 15:29 10 (26) 0,51 10. Budućnost 18 3 4 11 15:44 10 (26) 0,34 | Završna ljestvica 01. Hajduk 18 10 8 0 28:13 28 0(8) 02. C. zvezda 18 12 2 4 44:18 26 (10) 2,44 03. Partizan 18 12 2 4 46:19 26 (10) 2,42 04. Dinamo 18 9 4 5 23:17 22 (14) 05. Sarajevo 18 7 3 8 30:27 17 (19) 06. Naša krila 18 5 4 9 18:29 14 (22) 0,62 07. BSK 18 4 6 8 19:32 14 (22) 0,59 08. Lokomotiva 18 4 5 9 18:28 13 (23) 09. Spartak 18 3 4 11 15:29 10 (26) 0,51 10. Budućnost 18 3 4 11 15:44 10 (26) 0,34 |

## Prvaci
Hajduk Split (trener: Luka Kaliterna)
- Vladimir Beara (18/13) – vratar
- Božo Broketa (18/1)
- Ervin Katnić (18/0)
- Ivo Radovniković (17/2)
- Ljubomir Kokeza (15/0)
- Ivo Mrčić (10/0)
- Milorad Diskić (2/0)
- Miljenko Batinić (1/0)
- Frane Matošić (18/6)
- Bernard Vukas (18/4)
- Slavko Luštica (18/4)
- Branko Viđak (12/5)
- Dragutin Drvodelić (11/0)
- Krešimir Arapović (8/1)
- Stane Krstulović (7/1)
- Vladimir Šenauer (4/0)
- Tonči Radovniković (2/0)
- Vojko Andrijašević (1/1)

## Statistika

### Ljestvica strijelaca
Pri jednakom broju pogodaka igrači su poredani abecedno.
| Mj. | Ime                 | Klub          | Golova |
| --- | ------------------- | ------------- | ------ |
| 01. | Marko Valok         | Partizan      | 17     |
| 02. | Kosta Tomašević     | Crvena zvezda | 14     |
| 03. | Rajko Mitić         | Crvena zvezda | 11     |
| 04. | Franjo Wölfl        | Dinamo        | 10     |
| 05. | Stjepan Bobek       | Partizan      | 6      |
| 06. | Ratomir Čabrić      | BSK           | 6      |
| 07. | Frane Matošić       | Hajduk        | 6      |
| 08. | Prvoslav Mihajlović | Partizan      | 6      |

## Poveznice
- Druga savezna liga 1950.
- Treća savezna liga 1950.
- Kup maršala Tita 1950.

## Vanjske poveznice
- Sportnet  Arhivirana inačica izvorne stranice od 2. kolovoza 2019. (Wayback Machine)
- Slobodna Dalmacija Arhiv 1950. godine
- RSSSF
- Eu-football.info
- SISTEM TAKMIČENJA U JUGOSLAVIJI 1945.-1955.
- www.historical-lineups.com
  - Godišnjak 1950.
  - Statistika 1950-1953
  - Klubovi 1950.
- exyufudbal.in.rs : tabele
- exyufudbal.in.rs : rezultati